# Onthophagus lobi
Onthophagus lobi là một loài bọ cánh cứng trong họ Bọ hung (Scarabaeidae).